# Silvie Paladino
Silvie Paladino, née le 18 août 1971 en Australie, est une chanteuse australienne. Silvie Paladino est l'une des artistes australiennes les plus polyvalentes et les plus talentueuses.

## Carrière
Elle a commencé à chanter à l'âge de neuf ans, en apprenant dans une école de musique du centre-ville de Melbourne, et dès son plus jeune âge, elle a remporté plusieurs concours de chant majeurs, dont le Festival de la chanson italienne et la grande finale du Young Talent Time de Channel Ten.
En 1989, Paladino s'est vu offrir le rôle d'Eponine dans Les Misérables à l'âge de dix-huit ans. Elle a été nommée pour la meilleure actrice dans un second rôle au Melbourne Green Room Award 1991 pour sa performance. Paladino a continué à jouer le rôle pendant douze mois supplémentaires en tournée en Australie et en Nouvelle-Zélande, acclamé par la critique. Elle a reçu la même reconnaissance en 1992 lorsqu'elle a accepté une invitation à jouer le rôle d'Eponine dans le West End dans la production londonienne Les Misérables . En 1997, Paladino est invitée à revenir à Londres où elle interprète le rôle de Fantine dans Les Misérables pendant deux ans.
Silvie a participé à de nombreux événements spéciaux tels que la télédiffusion mondiale de la grande finale de la Rugby League, la grande finale de la Ligue australienne de football, la Melbourne Cup, le Boxing Day Cricket Test, la Fondation Roger Federer à la Rod Laver Arena, le tournoi de golf de la Coupe du Président et un concert à Pékin, dans le cadre des Jeux olympiques de 2008.